# Pancratium illyricum
El  pancracio de Iliria (Pancratium illyricum) es una planta bulbosa de la familia de las amarilidáceas. Se encuentra en los arenales y  en las costas de las islas del mar Mediterráneo en la zona del Tirreno (Córcega, Cerdeña, Toscana y Capri), con bulbos enterrados en la arena, a  pleno sol y en bosques de poca altitud.

## Descripción
El pancracio de Ilira es herbáceo; las hojas erguidas sobresalen del suelo, formando un denso ramillete; tienen entre 5 y 20 mm de ancho, y son de color verde azulado. Tienen un bulbo, bajo el cual se encuentran las raíces situadas a una profundidad de hasta 80 cm bajo la superficie; este es blanquecino, con múltiples capas membranosas. Ingerido resulta de gran toxicidad, debido a que contiene heterósidos cardiotónicos.
Las flores son pediceladas, grandes y llamativas, de color blanco, con gran parecido a los narcisos y muy aromáticas, con un  tamaño de hasta 15 cm de longitud. La flor presenta 6 tépalos lanceolados abiertos en la periferia y con una nervio dorsal verdoso que nace en la base de la umbela. La corola tiene forma de estrella. Los 6 estambres son de color blanquecino, con anteras de color marfileño y forma alargada; están rodeados en su base por una corona interna amarilla y dentada.

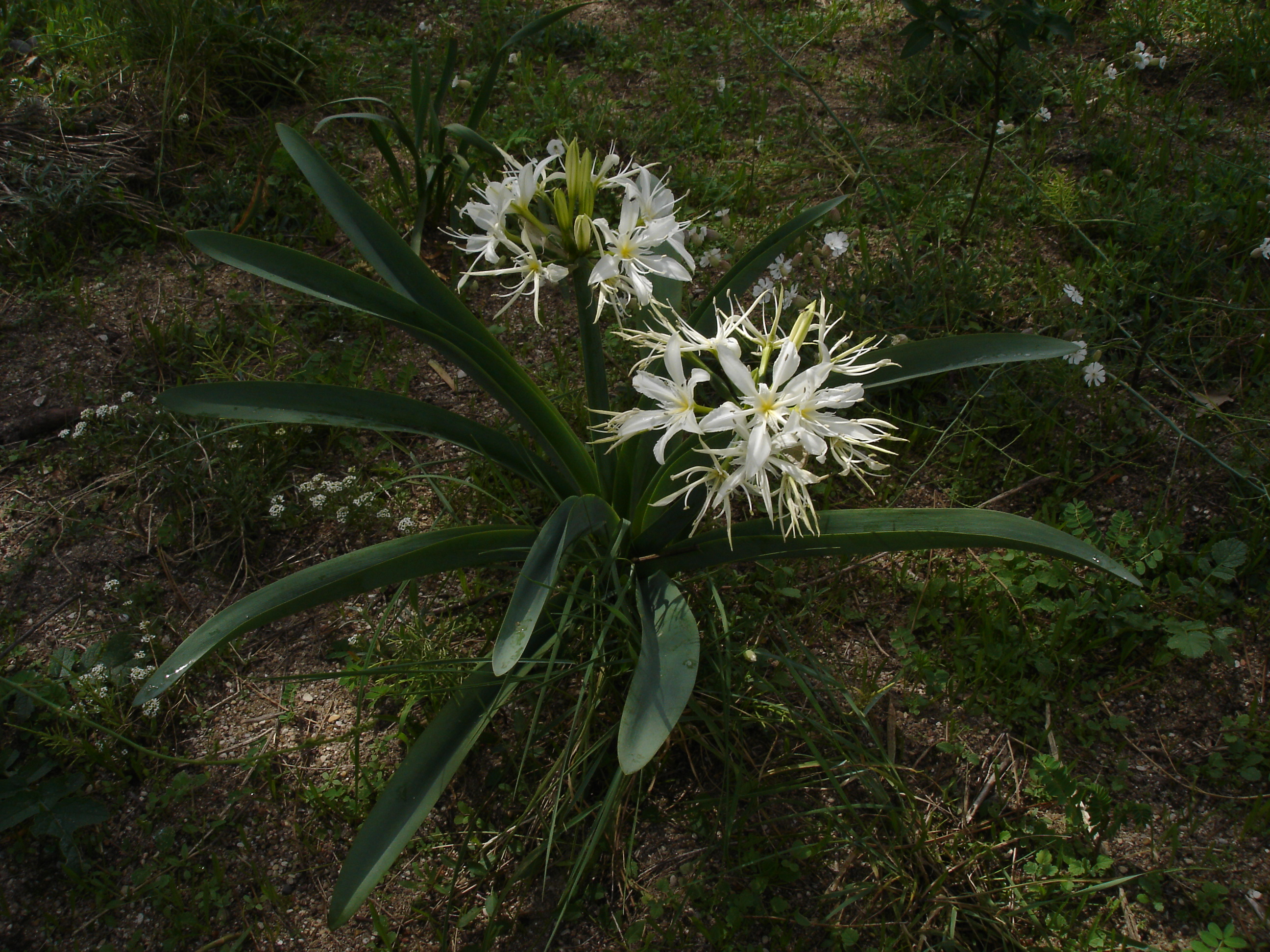
Planta.

La inflorescencia, compuesta de entre 6 y 12 flores, se encuentra en el extremo del tallo. El ovario es trilocular y sobresale sobre el cáliz. Su fruto es una cápsula grande y ovoidea, en cuyo interior encontramos unas semillas negras con forma triangular y con picos.

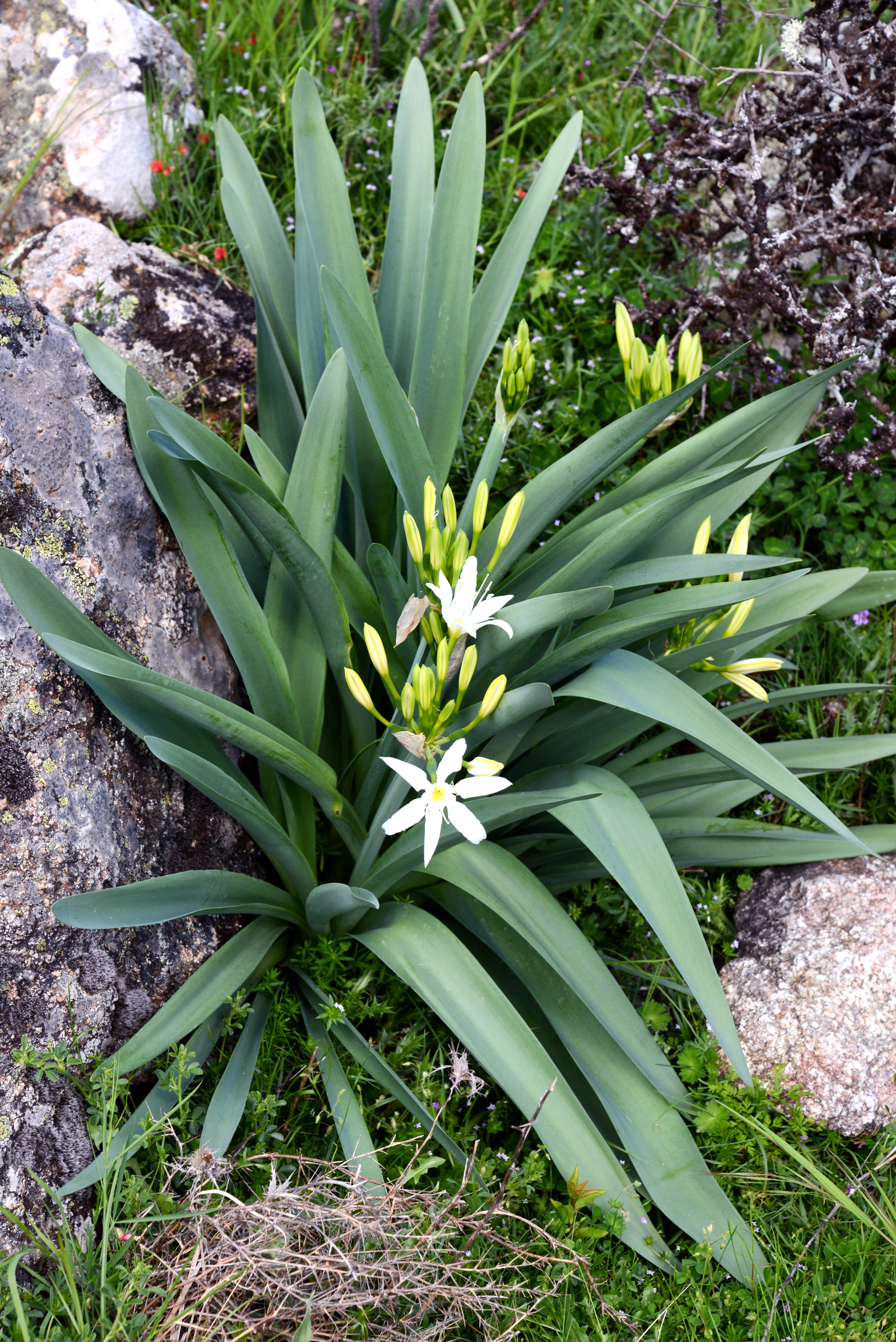
Vista de la planta

## Floración

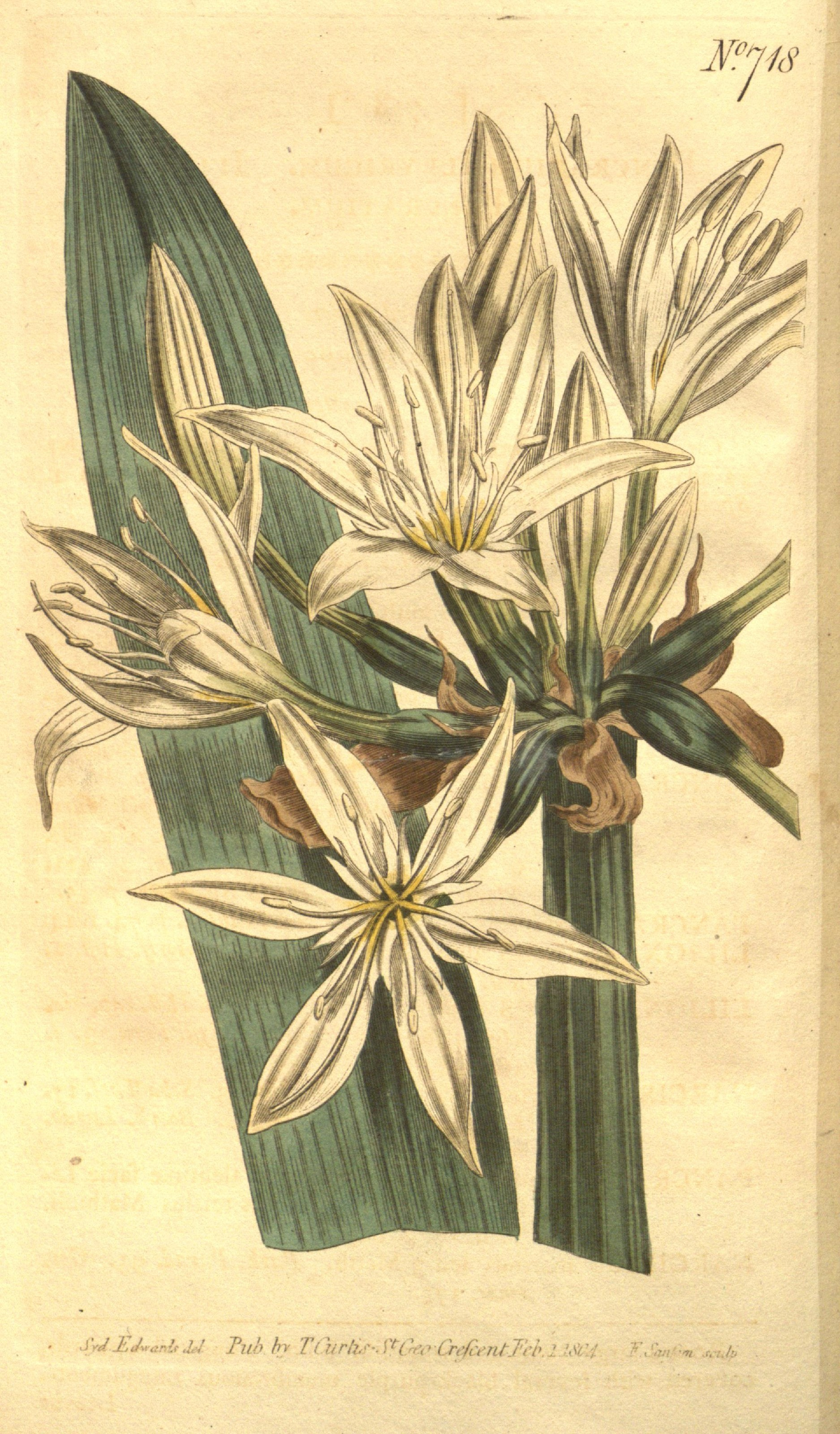
Ilustración de 1804

Florece desde finales de junio, en julio y agosto, cuando la mayoría de las plantas ya han pasado su floración.  

## Hábitat
Vive en las dunas costeras. Requiere suelo bien drenado aunque sea pobre, seco árido y exposición a pleno sol. En Córcega, se encuentra por toda la isla en las zonas costeras, incluso en zonas rocosas.

## Taxonomía
Harrisia eriophora fue descrita por  Carlos Linneo y publicado en Species Plantarum 1: 291. 1753.
Etimología
Pancratium: nombre genérico que proviene del griego &pia;αν (pan, "todo") y κρατυς (cratys, "potente") en alusión a supuestas  virtudes medicinales.
Illyricum: epíteto del latín "Ilyria", una región de Croacia en la costa del Adriático que fue provincia romana.
Sinonimia
- Almyra illyrica (L.) Salisb.
- Almyra stellaris (Salisb.) Salisb.
- Halmyra stellaris Parl.
- Pancratium stellare Salisb.
- Zouchia illyrica (L.) Raf.[2][3]